# Tara Pokì
Tara Pokì è un film del 1971 diretto da Amasi Damiani.

## Trama
Il giovane Mico Sarrabanda si fa aiutare dal barone Pokì per vendicarsi sul rivale don Parroni.
Una volta morto il barone, Sarrabanda chiede la mano della figlia Tara, ma questo rifiuta; per colpa sua inizierà una catena di omicidi. Alla fine per vendicare il padre Tara farà finta di accettare di sposarlo per poi ucciderlo sull'altare. 

## Home video
Invisibile per decenni, l'unica edizione in cassetta che si conosce è una lontana pubblicazione australiana, sicuramente destinata al mercato degli immigrati italiani, tratta da una copia usurata da cui venne omesso l'omicidio del protagonista; ma dal 2022 Prime Video propone una copia in perfetto stato che reintegra l'omicidio finale.